# Ludwig Schlesinger (Historiker)

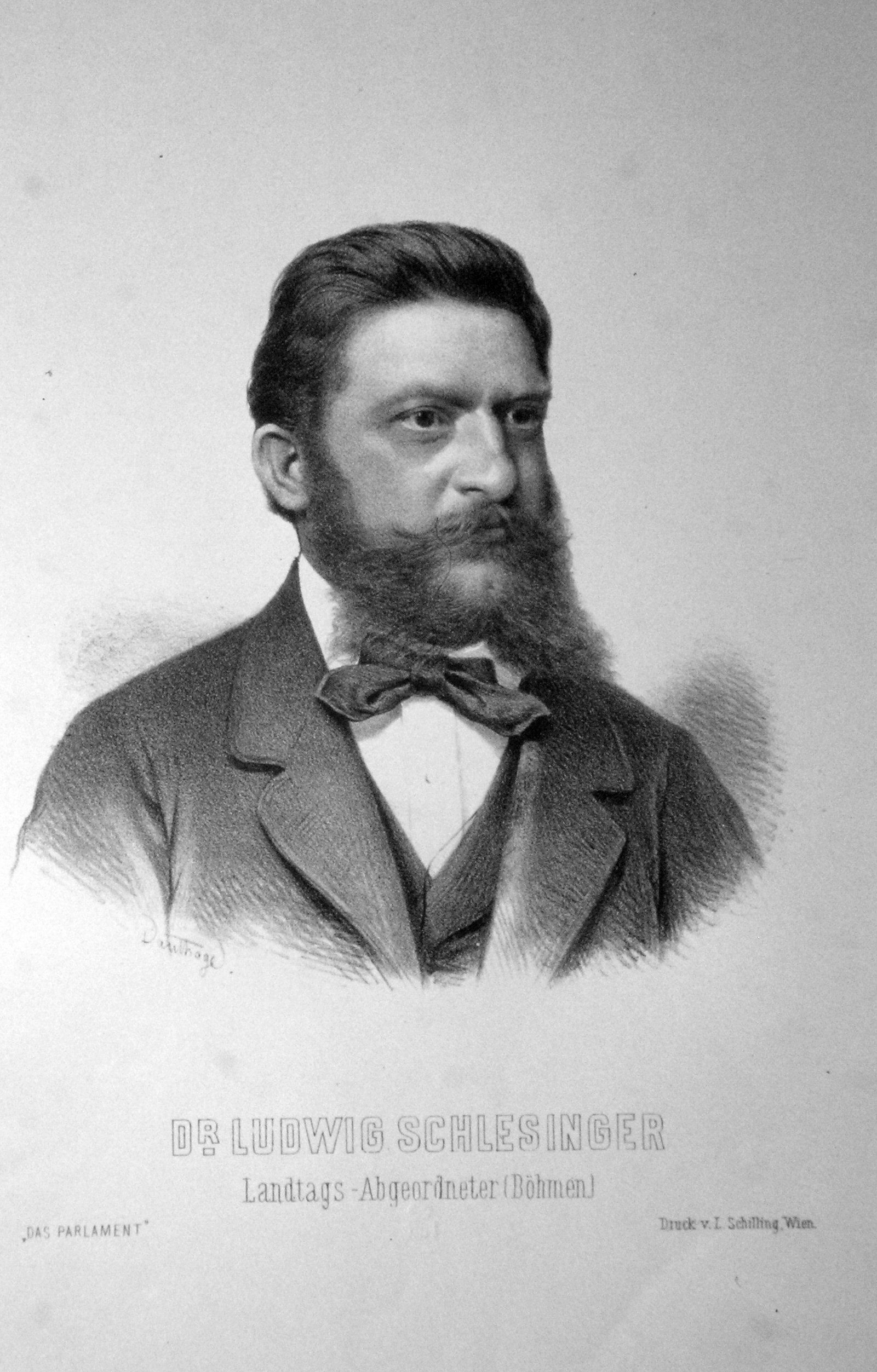
Ludwig Schlesinger, Lithographie von Adolf Dauthage, ca. 1880

Ludwig Schlesinger (* 13. Oktober 1838 in Oberleutensdorf; † 24. Dezember 1899 in Leitmeritz) war ein deutschböhmischer Historiker und Politiker.

## Leben
Ludwig Schlesinger war ein Sohn des Klempnermeisters August Wilhelm Schlesinger und der Marie Schlesinger, geb. Helbig. Er war verheiratet mit Ida Meissler († 1897), mit der er zwei Kinder hatte.
Er besuchte die Gymnasien in Komotau und Brüx. Anschließend studierte er ab 1857 Geschichte, Philosophie, klassische Philologie und Mathematik an der Universität Prag, wo er 1858/59 Obmann der Lese- und Redehalle der deutschen Studenten war (1862 Dr. phil., 1863 Lehramtsprüfung). Während seines Studiums wurde er 1861 Mitglied der Burschenschaft Albia Prag. Von 1865 bis 1868 Lehrer an der deutschen Oberrealschule in Prag, wurde er 1869 Direktor der kommunalen Oberrealschule in Leitmeritz und 1876 des Prager deutschen Mädchen-Lyzeums.
1862 wurde der von Schlesinger mitinitiierte Verein für Geschichte der Deutschen in Böhmen gegründet, der eine Verbindung von Volksbildung, historischer Forschung und Politik anstrebte. Von 1870 bis 1890 fungierte Schlesinger als Schriftleiter der Mitteilungen des Vereins, im Jahr 1877 wurde er dessen Vizepräsident und 1892 zum Präsidenten gewählt. Daneben gehörte er zahlreichen anderen Vereinen mit nationalpolitischer und volksbildnerischer Zielsetzung an, so zum Beispiel dem Deutschen Verein zur Verbreitung gemeinnütziger Kenntnisse (gegründet 1869) in Prag; 1891 wurde er stellvertretender Vorsitzender der neu gegründeten Gesellschaft zur Förderung deutscher Wissenschaft, Kunst und Literatur in Böhmen.
Schlesingers historiographisches Wirken ist eng mit der deutschböhmischen Kritik an František Palackýs Geschichte von Böhmen (5 Bde., 1836–67) verbunden, die primär von Constantin von Höfler (1811–1897), dem akademischen Lehrer Schlesingers und ersten Vizepräsidenten des Vereins für Geschichte der Deutschen in Böhmen vorgetragen wurde. Im Auftrag des Vereins verfasste Schlesinger eine Populäre Geschichte Böhmens (1869, 1870), um den Anteil der Deutschböhmen an der Landesgeschichte zu würdigen und durch den historischen Rückblick ihr nationales Bewusstsein zu heben. In dieselbe Richtung zielte die von ihm angeregte (z. T. selbst betreute) Herausgabe zahlreicher Stadtchroniken und Urkundenbücher.
Schlesinger war kommunal- und parteipolitisch tätig: Ab 1870 war er Mitglied des böhmischen Landtags und ab 1885 Landesausschuss-Beisitzer, wo er das Finanzreferat führte. Nach dem Tode Franz Schmeykals (1826–94) übernahm er, ein früher Befürworter einer administrativen Zweiteilung Böhmens, die Leitung der Deutschliberalen Partei in Böhmen. Bei der Trennung in einen national expliziteren und einen gemäßigteren Flügel 1896/97 sammelte er jedoch die gemäßigteren Kräfte in der Deutschen Fortschrittspartei, deren Gründung während einer Plenarversammlung des Vereins für Geschichte der Deutschen in Böhmen vorbereitet wurde. Auch nach dem Erlass der Badenischen Sprachenverordnungen (April 1897) wollte Schlesinger die Kontakte zur Regierung nicht ganz abbrechen, rangierte doch in seinem Weltbild das nationale Prinzip hinter dem liberalen, für dessen praktische Umsetzung in seinen Augen ein zentralistisch organisierter Staat die besseren Voraussetzungen bot.

## Werke
als Herausgeber
- Stadtbuch von Brüx bis zum Jahre 1526. Prag/Leipzig/Wien 1876 (Digitalisat).
- Die Chronik der Stadt Elbogen. 1879.
- Simon Hüttels Chronik der Stadt Trautenau. 1881.
- Urkundenbuch der Stadt Saaz. 1892.

als Autor
- Geschichte Böhmens. Prag und Leipzig 1869 (Digitalisat).
- Die Stellung der Deutschen in der Geschichte Böhmens. 2. Auflage, Prag 1870 (Digitalisat).
- Das Urkundenbuch von Saaz. In: Mitteilungen des Vereins für Geschichte der Deutschen in Böhmen. Band 11, Prag 1873, S. 1–13.
- Die Nationalitätenverhältnisse Böhmens. 1886
- Zur Geschichte der Industrie in Oberleutensdorf. In: Mitteilungen des Vereins für Geschichte der Deutschen in Böhmen. Band 3, Prag 1865, S. 87–92 und S. 133–148.

sowie zahlreiche andere Aufsätze in den Mitteilungen des Vereins für Geschichte der Deutschen in Böhmen und in der Sammlung gemeinnütziger Vorträge des Vereines zur Verbreitung gemeinnütziger Kenntnisse.

## Auszeichnungen
- Mitglied der Gesellschaft zur Förderung deutscher Wissenschaft, Kunst und Literatur in Böhmen, und des Zentralkomitees für das deutsche Erz- und Riesengebirge
- Ehrenmitglied der Lausitzer Gesellschaft der Wissenschaft und der Luxemburger Gesellschaft für Altertumskunde
- Große goldene Medaille für Kunst und Wissenschaft
- Ehrenbürger der Stadt Oberleutensdorf.